# Cityring (Viborg)
 For alternative betydninger, se Cityring. (Se også artikler, som begynder med Cityring)
Cityring O er en indre ringvej, der går rundt om Viborg Centrum.
Vejen består af Toldbodgade – Jernbanegade – Boyesgade – Skottenborg – Rødevej – Gl.Skivevej – Sct. Ibs Gade – Ll. Sct. Mikkels Gade - Sct Jørgensvej og ender til sidst i Toldbodgade igen.
Cityring skal lede gennemkørende trafik uden om byens centrum og fungere som en alternativ rute for dem, der har ærinder inde i den indre by. Vejen er også en gevinst for de handlende[kilde mangler], så der ikke kommer så meget gennemkørende trafik ind gennem midtbyen. 
| Trafik | Spire Denne trafikartikel er en spire som bør udbygges. Du er velkommen til at hjælpe Wikipedia ved at udvide den. |

|  | Denne artikel kan blive bedre, hvis der indsættes geografiske koordinater Denne artikel omhandler et emne, som har en geografisk lokation. Du kan hjælpe ved at indsætte koordinater i wikidata. |